# Yuanzi cheng

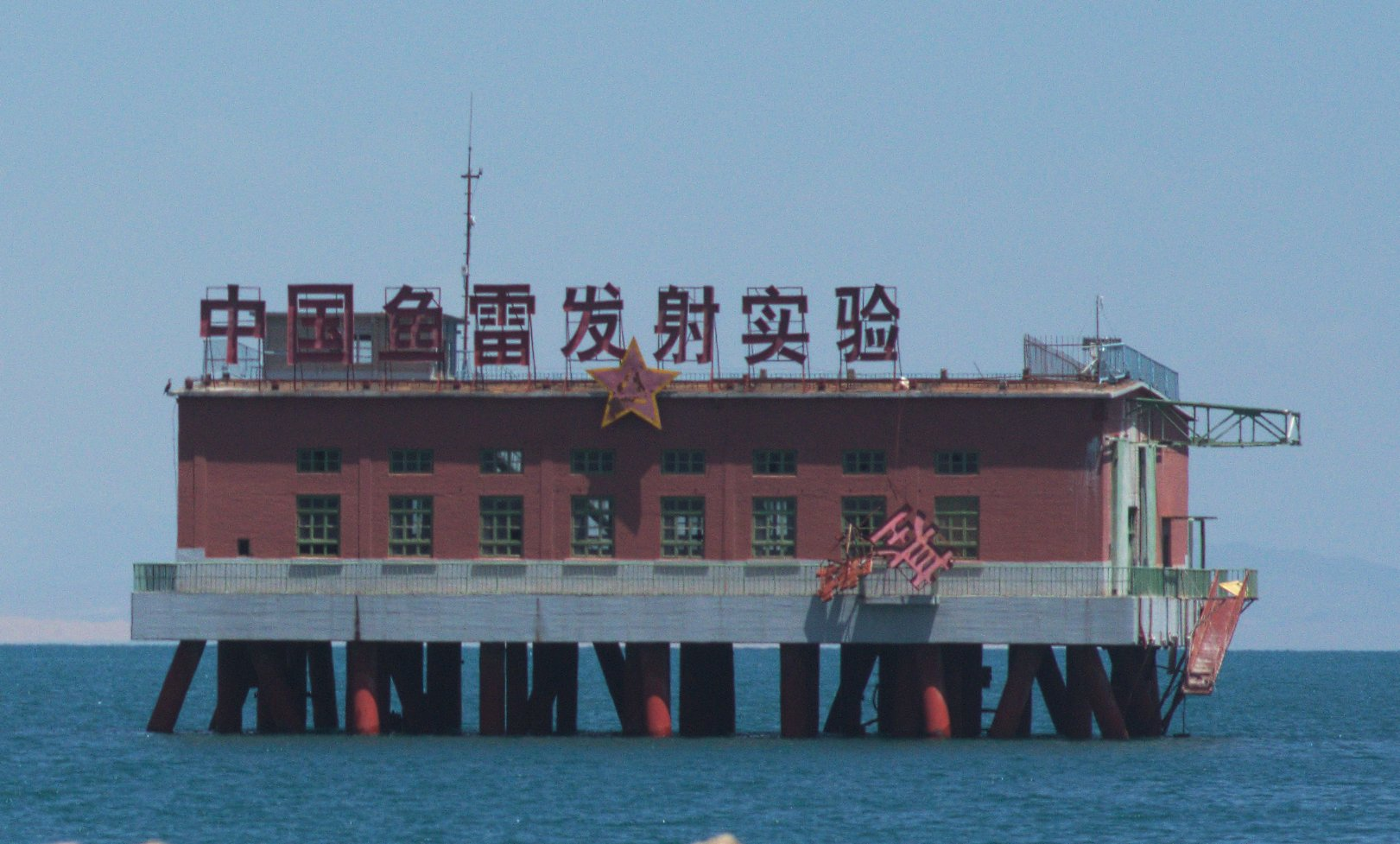
中国鱼雷发射实验 – Site des tests de lancement de la torpille utilisée pour le premier essai.

Le complexe atomique du Qinghai ou  Qinghai Yuanzi cheng (chinois : 青海原子城 ; pinyin : Qīnghǎi yuánzǐ chéng ; litt. « cité atomique de la mer bleue ») est le nom d'une ancienne base secrète de recherche sur l'arme nucléaire, située à Xihai, Haiyan, dans la préfecture autonome tibétaine de Haibei au bord du lac Qinghai, dans la province du Qinghai, en Chine, et abrite aujourd'hui deux musées sur l'arme nucléaire. L'institut de recherche sur le nucléaire y est créé en 1958 sous le nom d'« Usine 221 » (221厂, èrèryī chǎng), ou « Centre de conception et de recherche sur les armes nucléaires du Nord-Ouest ». L'entrée du musée est cependant interdite aux étrangers,. 

## Description

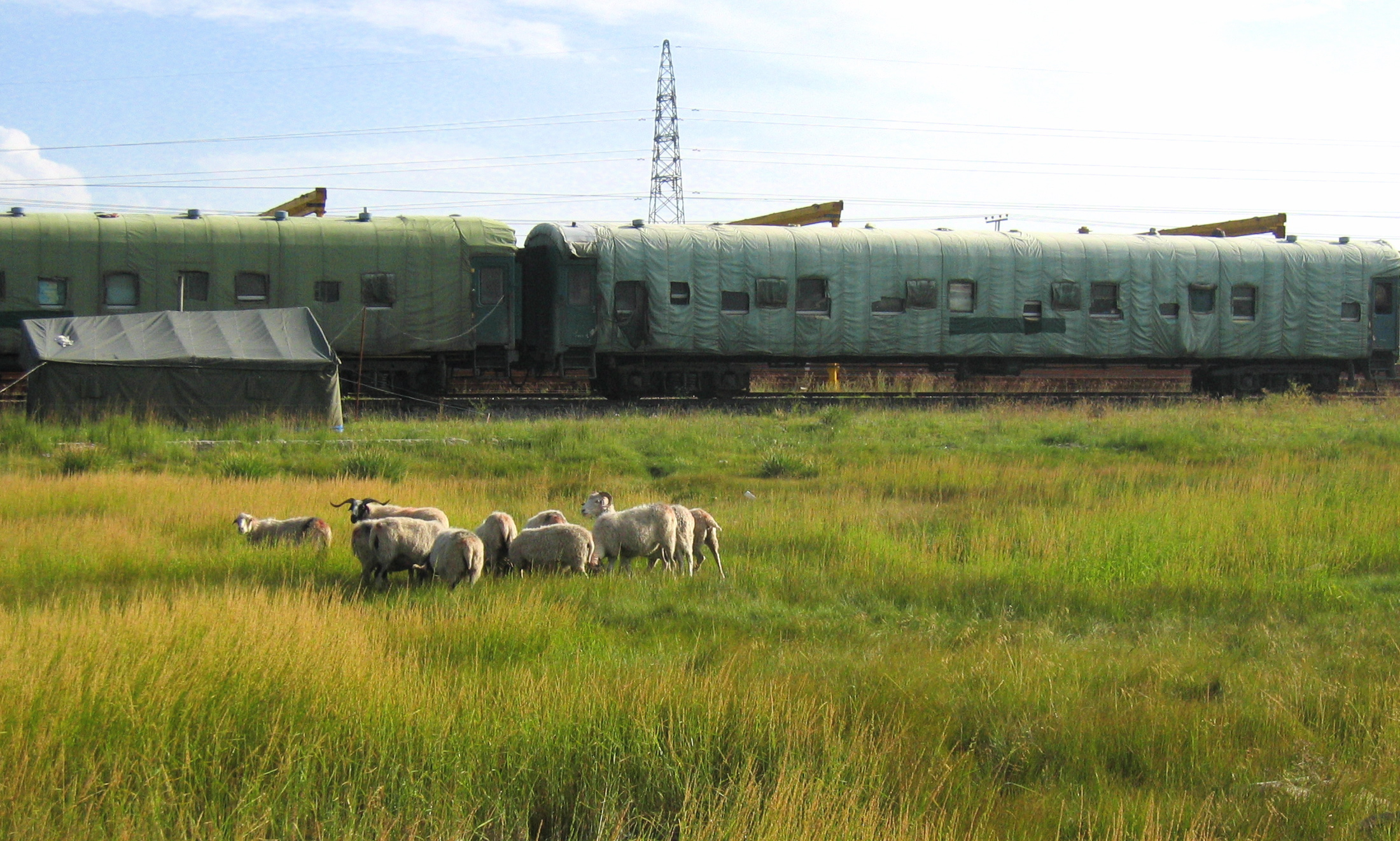
Chèvres en liberté devant une ligne de chemin de fer désaffectée, Usine 211 en 2007.

C'est au nord-est du lac Qinghai, également connu sous le nom mongol de Kokonor (lac bleu), qu'ont eu lieu les développements pour le premier test nucléaire chinois. Le complexe abritait 10 000 habitants sur la ville et ses alentours, qui n'avaient pas le droit de quitter la zone, et disposait de 7 centres ou « usines » destinés aux tests chimiques, physiques, élaboration des ogives, assemblages, etc.
Le site de contrôle du lancer de la torpille devant servir au premier essai nucléaire a été conservé et reste visible depuis la rive sud-est du lac. Sa dénomination était « Usine 151 de l'industrie militaire »,.
Le premier test réel, appelé 596, a eu lieu dans la province du Xinjiang sur le lac Lop Nor le 16 octobre 1964,.
Le 16 mai 1995, la Chine fait état de l'existence de ce centre, ajoutant qu'il a accompli sa mission et que son activité va cesser.
Le complexe nucléaire, d'une superficie de plus de 1 100 km2, comporte aujourd'hui deux musées, dont l'un présentant au public le type de bombe utilisée pour les premiers essais, ainsi que différents éléments sur l'histoire de l'arme nucléaire en Chine. Il comporte aussi un mémorial de 12 hectares dont la construction a démarré en avril 2007, et qui a été inauguré le 26 mai 2009.
En 1993, l'association Campagne internationale pour le Tibet publia un rapport affirmant que des déchets nucléaires avaient été déposés par la Neuvième Académie de manière aléatoire dans les années 1980 et 1970. Le rapport cite des cas de cancer chez les enfants vivant à proximité de la Neuvième Académie et ajoute que des Tibétains pauvres mangeaient parfois la viande de la région, interdite par les autorités chinoises en raison de possible contamination radioactive.
En 2010, selon le témoignage d'éleveurs de moutons, les dents de leurs troupeaux deviennent noires puis tombent, ce qui les empêche de brouter l'herbe. Un vétérinaire attribue ceci aux radiations, tandis que le discours officiel affirme qu'il n'y a pas de problème de santé et qu'un ingénieur indique qu'il pourrait être pertinent d'effectuer des analyses.